# Trzeci do pary
Trzeci do pary (The Third Wheel) – amerykańska komedia romantyczna z 2002 roku w reżyserii Jordana Brady. Za scenariusz odpowiadał Jay Lacopo, który także wystąpił w filmie. Światowa premiera odbyła się 31 maja 2002 roku. W rolach głównych wystąpili Luke Wilson, Denise Richards, Jay Lacopo i Ben Affleck.

## Fabuła
Stanley (Luke Wilson) jest samotnym facetem. Już od paru lat nie umawiał się z nikim na randki. W dużej firmie w której pracuje, poznał nową koleżankę Diane (Denise Richards). Zakochuje się w niej. Chcąc ją poderwać, zaprasza na randkę, która od początku do końca jest zaplanowana przez jego znajomych. Pech chciał, że w tym samym dniu potrącił samochodem bezdomnego (Jay Lacopo). Odtąd jego plany na udaną kolację z Diane staną pod znakiem zapytania, bo na przeszkodzie stanie bezdomny.

## Obsada
- Luke Wilson jako Stanley
- Denise Richards jako Diana Evans
- Jay Lacopo jako Phil (bezdomny)
- Ben Affleck jako Michael
- David Koechner jako Carl
- Phill Lewis jako Mitch
- Nicole Sullivan jako Sally (niewymieniony w czołówce)
- Matt Damon jako Kevin (niewymieniony w czołówce)